# Castello di Azeglio
Il Castello di Azeglio è un antico castello situato nel comune di Azeglio in Piemonte.

## Storia
Le origini del castello sono legate al ricollocamento dell'abitato di Azeglio come borgo franco presso la sua attuale posizione ad opera delle autorità di Vercelli per motivi militari e difensivi.
Il feudo e il castello appartennero in origine ai Ponzone, quindi ai Tapparelli e ai d'Hancourt, divenendone residenza. Tra i loro discendenti, Massimo d'Azeglio, personaggio di spicco del Risorgimento, possedette la proprietà negli anni 1830, soggiornandovi con la moglie Giulia Manzoni e scrivendovi anche il romanzo storico Ettore Fieramosca.
Successivamente, nel corso del XIX secolo con i d’Harcourt il castello assunse il suo aspetto attuale con l'abbattimento della sua torre medievale e il rifacimento delle facciate, decorate con formelle in cotto disegnate da Ferdinando Cocito.
Il castello venne danneggiato da un incendio nel 1976 che distrusse la sua biblioteca storica. Il castello è stato l'oggetto di lavori di ristrutturazione conclusisi nel 2023.